# Kostyantyn Balabanov
Pour les articles homonymes, voir Balabanov.
Kostyantyn Balabanov est un footballeur ukrainien, né le 13 août 1982 à Kilia. Il évolue au poste d'attaquant.

## Palmarès
Vierge